# 聰明政治 (議會黨團)
聰明政治（羅馬化：Rozumna Polityka, RP）是乌克兰最高拉达的一个跨派系議會黨團，由前最高拉達主席德米特罗·拉祖姆科夫於2021年11月8日成立。聰明政治共有25名最高拉達議員成員，其中19名來自政黨人民公僕，2名來自全烏克蘭祖國聯盟，其餘4名則為無黨籍人士。

## 歷史
德米特罗·拉祖姆科夫是烏克蘭總統弗拉基米尔·泽连斯基领导的政黨人民公僕的前黨魁，在2019年烏克蘭議會選舉的位列人民公仆政党名单中位列榜首，人民公仆在該次选举中赢得了124个全国政党名单席位與130个地方选区席位。拉祖姆科夫在选举後當選最高拉達主席。
泽连斯基於2021年10月3日表示拉祖姆科夫“不再是我们的团队的成员”，拉祖姆科夫亦在7日被最高拉達投票解除最高拉达主席的职务。11月8日，拉祖姆科夫成立了跨派系議會黨團“聪明政治”。聰明政治共有25名最高拉達議員成員，其中19名來自人民公僕，2名來自全烏克蘭祖國聯盟，其餘4名則為無黨籍人士。16日，拉祖姆科夫确认将成立一个正式政党。2022年1月，拉祖姆科夫成立名为“拉祖姆科夫团队”（Komanda Razumkova）的非政府组织，以作为新政党的骨干。穆卡切沃市长安德里·巴洛哈於同月加入聪明政治。